# Orville (Loiret)
Orville é uma comuna francesa na região administrativa do Centro-Vale do Loire, no departamento de Loiret. Estende-se por uma área de 7.19 km². Em 2010 a comuna tinha 123 habitantes (densidade: 17,1 hab./km²).